# تائه کیمورا
تائه کیمورا (انگلیسی: Tae Kimura؛ زادهٔ ۱۶ مارس ۱۹۷۱) یک هنرپیشه اهل ژاپن است. او در سال ۲۰۰۸ به خاطر بازی در فیلم همه اطراف ما برنده جایزه روبان آبی برای بهترین هنرپیشه زن شد.